# 電関
電関（でんかん）とは、日本における鉄道模型の「フリースタイルの電気機関車」を表す。

## 概要
日本において、鉄道模型の黎明期から続く短縮（ショーティー）志向の車両模型で、ガラレールを用いた交流三線式の0番ゲージで入門した愛好者が多い。スケール志向が広まるにつれ徐々に廃れていった。
日本製の交流三線式のO番ゲージ製品は、現在では製造されておらず、かつて製造された製品も製造から年月が経っている。素材がブリキ製であることが多く、現在は状態の良い物は比較的少ないため、オークション等の中古市場では高値で取引される傾向にある。また、レストアするノウハウはクラブなどで愛好者同士で伝えられるのみであったが、近年、フリースタイル製品が見直される傾向もあり、鉄道模型雑誌上でレストアにかかわる記事が掲載されることもある。

## 経緯
第二次世界大戦中、および第二次世界大戦後は、資源の統制により玩具製品への黄銅の使用が制限されていたため代用としてブリキが使用された。その後、統制が解除されてからも材料費の安いブリキが使用され続けた。ブリキを使用することにより、購入しやすい価格帯になり、普及を促進したという見方がある一方、繊細な表現には適さず、錆びやすいため、消耗品としての玩具の範疇に留まり、大人の趣味としての鉄道模型へのステップアップを妨げ、その後の0番ゲージ衰退の一因となったとの見方もある。
第二次世界大戦前は関電機製作所や朝日屋、カワイモデル等が主に製造、販売していた。戦後はカツミを筆頭に複数社が参入したが、16番ゲージの普及によりO番ゲージは衰退し、16番ゲージの入門用としていくつかの電関が普及した。
現在は同様の短縮志向の模型として関水金属からNゲージのポケットラインシリーズが、バンダイからBトレインショーティーが発売されている。

## 主なメーカー
- 関電機製作所
- 朝日屋
- カワイモデル
- カツミ
- 竹岡模型製作所

他多数

## 主な車種
- EB50:ED50をモチーフにした。
- EB58:EF58をモチーフにした。
- EB10:EH10をモチーフにした。

## 参考
- RM MODELS 1999年4月～6月　EB58物語
- 子供の科学 2000年4月～12月 電気機関車の製作記事
- とれいん(TRAIN) 2005年5月号(No.365)～2008年3月号(No.399) 模鐵技師
- おとなの工作読本2　製作記事
- 少年技師ハンドブック　山北藤一郎著　電気機関車の作り方
- 東京人2002年2月